# Intouch Solutions
Intouch Solutions è una tra le più importanti agenzie pubblicitarie in area healthcare del mondo, nominata cinque volte agenzia dell'anno. È stata fondata nel 1999 a Kansas City da Faruk Capan, un imprenditore statunitense di origini turche.

## Storia
Il fondatore Faruk Capan, originario di Istanbul, è immigrato negli Stati Uniti nel 1990 per conseguire un diploma di Master in Information Technology e successivamente un Master in business administration presso la University of Central Missouri. Dopo aver ricoperto posizioni nel marketing dell'industria farmaceutica, nel 1999 ha fondato Intouch Solutions presso il proprio domicilio, con soli due impiegati.
Negli anni successivi, l'impresa ha conosciuto un rapido sviluppo, che l'ha portata ad entrare nel novero delle agenzie "Category I" del proprio settore di riferimento. Alla crescita si è accompagnata la progressiva espansione delle sedi sul territorio statunitense, con l'apertura di sedi a Chicago (2008) ed a New York (2011). Nel 2016 si è verificata l'espansione al di fuori degli Stati Uniti, con l'apertura di un ufficio a Londra, e la quasi contemporanea costruzione di una joint venture globale, denominata Intouch Solutions International, con l'agenzia italiana Healthware International.
Intouch Solutions è specializzata nel marketing farmaceutico, in particolare digitale, e nell'elaborazione e fornitura di soluzioni innovative all'industria farmaceutica e ad altri attori del settore, come ospedali, associazioni pazienti ed istituzioni sanitarie. È stata pionieristica nello sviluppare per prima App per gli informatori farmaceutici; portali di comunità per i pazienti; e strumenti di moderazione della pagine Facebook e degli account Twitter per il mondo farmaceutico.

## Filantropia
Intouch Solutions è attiva nell'effettuare donazioni a favore di numerose associazioni pro bono. Alcuni esempi sono Kansas City Free Health Clinic; l'associazione pazienti Skin of Steel; e la Children's Skin Disease Foundation. Dopo l'uragano Sandy, ha effettuato una donazione di 14.000 dollari alla Croce Rossa.

## Riconoscimenti
Intouch Solutions ha vinto numerosi riconoscimenti di settore per il proprio lavoro. Di seguito si riportano i più significativi:
- Agency of the Year - Med Ad News Manny Awards (2016, 2012)
- Agency of the Year - PM360 Trailblazer Awards (2014)
- All Star Agency of the Year - Medical Marketing & Media (MM&M) (2014)
- Webby Awards (2005)
- Lion Award for First Year All Stars - Workfront LEAP Conference (2016)
- Top 20 Most awarded healthcare agencies globally - Advertising Health (2014)
- Innovative Marketer of the Year - Faruk Capan. MM&M Awards (2014)
- Industry Person of the Year - Faruk Capan. MedAd News Manny Awards (2013)